# Filips van Palts-Neuburg
Filips de Strijdbare (Heidelberg, 12 november 1503 — aldaar, 4 juli 1548) was, samen met zijn broer Otto Hendrik, vorst van Palts-Neuburg en bevelhebber in dienst van keizer Karel V en koning Ferdinand I. 